# Joan Baptista Madremany
Joan Baptista Madremany, o Madramany segons alguns documents, (? segle xix - Alcúdia de Carlet, setembre de 1883) va ser un alt funcionari de l'estat que arribà a alcalde de Reus i de Barcelona.
Es coneix poc de la seva biografia (segurament era germà de José Justo Madramany i Colominadiputat espanyol al 1846 i 1856, sogre de Luis Ibáñez de Lara y Escoto). El 1853 Joan Baptista Madremany era secretari del governador de Pontevedra José Ulloa Pimentel. Desplaçat després a Catalunya, va ser secretari de Felipe de Nassarre, alcalde de Reus el 1857 i després va ser ell mateix alcalde-corregidor a partir del març de 1859, quan va ser destituït l'alcalde Basilio González.
Segons l'historiador reusenc Andreu de Bofarull, durant el seu mandat es va habilitar de nou la duana del port de Salou, que s'havia tancat uns anys abans. Va organitzar un servei de diligències diari des de Reus fins a Gandesa, per tal de potenciar el comerç amb les Terres de l'Ebre, i va aconseguir del govern de Madrid la concessió d'una carretera de Reus a Fraga passant pel Priorat. Al seu consistori hi havia com a regidor i segon tinent d'alcalde Cristòfol Montagut, que en èpoques d'absència de Madremany va ocupar provisionalment l'alcaldia. Madremany va cessar d'alcalde el 1861, quan Gregorio de Mijares va accedir al càrrec.
Marxà a Barcelona, on va ser secretari del governador civil Ignasi Llasera i Esteve. Quan aquest cessà en el càrrec degut a la caiguda d'O'Donnell el 1863, va ser nomenat alcalde de Barcelona en substitució de Josep Santa-Maria. Com a alcalde, va haver de fer front a la crisi de feina provocada pel descens de producció i l'encariment del cotó degut a la Guerra de Secessió americana, cosa que va provocar la desaparició de moltes fàbriques de teixits, i buscà potenciar les obres públiques per a resoldre l'augment de l'atur. Però pel setembre de 1863, el mateix any del seu accés a l'alcaldia, va ser nomenat governador civil de les Illes Balears, substituint-lo en l'alcaldia de Barcelona interinament, Baltasar Fiol, fins que l'1 de desembre de 1863 va ser nomenat alcalde Valentí Cabello. Madremany va ser governador de les Illes fins a mitjan 1864, quan passà al govern civil de Sòria. A les acaballes de l'any tornà a la seva feina d'alt funcionari. Després d'uns anys a Barcelona, en un càrrec de la intervenció econòmica estatal, es traslladà a Madrid, on el 1875 tenia un alt càrrec al Ministeri d'Hisenda.